# Illetékmentesség
A következő esetekben van lehetőség részleges vagy teljes illetékkedvezményre:
- Építtetőtől vásárolt új építésű ingatlan vásárlása esetén 15.000.000 Ft-ig, amennyiben a vételár nem haladja meg a 30.000.000 Ft-ot. Az ennél magasabb értékű ingatlanoknál nincs illetékkedvezmény, a teljes vételár illetékköteles.

- Építési telek vásárlásakor, amennyiben a telekre 4 éven belül lakóház fog épülni. A végleges használatbavételi engedélyt a 4. év letelte előtt az illetékhivatalnak be kell nyújtani.

- Használt lakás eladása, valamint másik lakás vásárlása esetén az eladási és a vételi árak különbözete lesz az illeték alapja. Feltétel, hogy a két időpont között maximum 1 év telhet el.

- Méltányossági alapon részletfizetés vagy illetékkedvezmény kérhető.